# Gare de Hashimoto (Wakayama)
La gare de Hashimoto (橋本駅, Hashimoto-eki) est une gare ferroviaire de la ville de Hashimoto, dans la préfecture de Wakayama au Japon. La gare est gérée par les compagnies Nankai et JR West.

## Situation ferroviaire
La gare de Hashimoto est située au point kilométrique (PK) 44,7 de la ligne Nankai Kōya et au PK 45,1  de la ligne Wakayama.

## Histoire
La gare est inaugurée le 11 avril 1898.

## Service des voyageurs

### Accueil
La gare dispose d'un bâtiment voyageurs, avec guichet, ouvert tous les jours.

### Desserte

#### JR West
- Ligne Wakayama :
  - voie 1 : direction Kokawa et Wakayama
  - voies 2 et 3 : direction Gojō et Ōji

#### Nankai
- Ligne Nankai Kōya :
  - voies 4 et 5 : direction Namba ou Gokurakubashi